# 1931年の相撲
1931年の相撲（1931ねんのすもう）は、1931年の相撲関係のできごとについて述べる。
1930年-1931年-1932年

## できごと
- 3月、横綱・宮城山引退[1]。大関・常陸岩引退[2]。

## 本場所
- 1月場所
  - 幕内最高優勝：玉錦三右エ門（二所ノ関部屋） - 9勝2敗（2場所連続3回目）[3]
- 3月場所
  - 幕内最高優勝：玉錦三右エ門（二所ノ関部屋） - 10勝1敗（3場所連続4回目）[3]
- 5月場所
  - 幕内最高優勝：武藏山武（出羽海部屋） - 10勝1敗（初優勝）[3]
- 10月場所
  - 幕内最高優勝：綾櫻由太郎（出羽海部屋） - 10勝1敗（初優勝）[3]

## 誕生
- 2月2日 - 若ノ海周治（最高位：小結、所属：二所ノ関部屋→芝田山部屋→花籠部屋、+ 1999年【平成11年】）[4]
- 2月13日 - 時錦恒則（最高位：小結、所属：時津風部屋、+ 1991年【平成3年】）[5]
- 3月12日 - 前ヶ潮春夫（最高位：前頭18枚目、所属：高砂部屋、+ 1979年【昭和54年】）[6]
- 3月19日 - 佐久昇染太（最高位：十両6枚目、所属：立浪部屋、+ 没年不明）
- 3月21日 - 豊登道春（最高位：前頭15枚目、所属：立浪部屋、+ 1998年【平成10年】）[7]
- 5月5日 - 天山久晴（最高位：十両5枚目、所属：中村部屋→二所ノ関部屋）
- 5月24日 - 神生山清（最高位：前頭15枚目、所属：二所ノ関部屋、+ 1982年【昭和57年】）[8]
- 5月31日 - 常錦利豪（最高位：前頭筆頭、所属：出羽海部屋）[9]
- 7月2日 - 前ノ山政三（最高位：前頭14枚目、所属：高砂部屋、+ 1973年【昭和48年】）[5]
- 7月7日 - 芳野嶺元志（最高位：前頭8枚目、所属：高嶋部屋→友綱部屋、+ 2012年【平成24年】）[10]
- 7月18日 - 福田山幸雄（最高位：前頭4枚目、所属：出羽海部屋）[11]
- 11月27日 - 成山明（最高位：小結、所属：小野川部屋、+ 1978年【昭和53年】）[12]

## 死去
- 1月15日 - 鬼鹿毛清七（最高位：前頭6枚目、所属：雷部屋、年寄：中川、* 1855年【安政2年】）
- 1月27日 - 2代西ノ海嘉治郎（第25代横綱、所属：井筒部屋、年寄：井筒、* 1880年【明治13年】）[13]
- 2月2日 - 鬼ヶ谷才治（最高位：小結、所属：雷部屋、* 1855年【安政2年】）
- 6月6日 - 2代海山太郎（最高位：関脇、所属：友綱部屋、年寄：二所ノ関、* 1869年【明治2年】）
- 6月20日 - 明石竜兵太郎（最高位：前頭10枚目、所属：八角部屋→雷部屋→八角部屋、* 1881年【明治14年】）[14]